# Hamizan Hisham
Mohamad Hamizan b. Mohamad Hisham  (* 10. Januar 2001 in Singapur) ist ein singapurischer Fußballspieler.

## Karriere
Hamizan Hisham erlernte das Fußballspielen in der National Football Academy in Singapur. Seinen ersten Vertrag unterschrieb er 2019 bei den Tampines Rovers. Der Verein spielte in der ersten Liga, der Singapore Premier League. In seiner ersten Saison kam er auf fünf Einsätze in der ersten Liga und feierte am Ende der Saison die Vizemeisterschaft. Im November 2019 stand er mit dem Klub im Endspiel des Singapore Cup. Hier gewann man mit 2:0 gegen den Warriors FC. Den Singapore Community Shield gewann der Klub 2020. Das Spiel gegen Hougang United gewann man mit 3:0.

## Erfolge
Tampines Rovers
- Singapurischer Vizemeister: 2019
- Singapore Cup: 2019
- Singapore Community Shield: 2020